# Personel misji dyplomatycznej
Personel misji dyplomatycznej oznacza członków personelu dyplomatycznego, personelu administracyjnego i technicznego oraz personelu służby misji dyplomatycznej.
Personel dyplomatyczny misji oznacza z kolei członków personelu misji posiadających stopień dyplomatyczny.

## Stopnie polskiego personelu dyplomatycznego
- ambasador tytularny
- radca minister
- I radca
- radca
- I sekretarz
- II sekretarz
- III sekretarz
- attaché

Stopnie z reguły odpowiadają stanowisku, ale nie zawsze. Stanowisko ambasadora może zajmować osoba, która nie posiada stopnia dyplomatycznego.
Stopnie dyplomatyczne w odniesieniu do żołnierzy:
- attaché obrony (wojskowy, morski, lotniczy)
- zastępca attaché obrony (wojskowego, morskiego, lotniczego)

Personel służby misji oznacza natomiast członków personelu misji zatrudnionych w służbie domowej misji.

## Skład personelu techniczno-administracyjnego
- informatycy
- tłumacze
- sekretarki
- księgowi
- radcy prawni
- referent do spraw prywatnych

## Skład personelu służby misji
- ochrona placówki (w Polskich placówkach SOP)
- kierowcy
- sprzątacze
- magazynierzy
- woźni
- prywatni służący (członka misji) - osoba zatrudniona przez członka misji, która otrzymuje wynagrodzenie od danego członka misji. "Prywatni służący" nie są członkami misji jeśli nie są pracownikami państwa wysyłającego.